# Kvinders rettigheder
Kvinders rettigheder er de rettigheder der angår kvinder og piger over hele verden, og som dannede grundlag for kvinderettighedsbevægelsen i det 19. århundrede og den feministiske bevægelse i det 20. århundrede. I nogle lande er disse rettigheder institutionaliserede eller understøttes af lovgivning, lokal skik og adfærd, mens de i andre lande bliver ignoreret og undertrykt. De adskiller sig fra den bredere opfattelse af menneskerettigheder på grund af deres påpegning af en iboende historisk og traditionel undertrykkelse af kvinders rettigheder, til fordel for mænd og drenge.
Typiske emner der normalt er forbundet med kvinders rettigheder omfatter: Ret til legemlig integritet og selvstændighed;  ret til at være fri fra seksuel vold; ret til at stemme, ret til at have et offentligt hverv, ret til at indgå juridiske kontrakter, lige rettigheder i familieret; ret til arbejde; ret til rimelig løn eller lige løn, reproduktive rettigheder, ret til at eje ejendom; ret til uddannelse.